# لیخائوری
لیخائوری (به لاتین: Likhauri) یک منطقهٔ مسکونی در گرجستان است که در شهرداری ازورگتی واقع شده‌است. لیخائوری ۹۵۲ نفر جمعیت دارد و ۱۲۰ متر بالاتر از سطح دریا واقع شده‌است.